# كاستيل (نيويورك)
كاستيل (بالإنجليزية: Castile, New York)‏ هي بلدة أمريكية تقع في الولايات المتحدة في مقاطعة وايومينغ، نيويورك. يقدر عدد سكانها بـ 2,873 نسمة .